# Shanxi Airlines
Shanxi Airlines — колишня авіакомпанія Китаю зі штаб-квартирою в місті Тайюань, яка працювала у сфері регулярних пасажирських перевезень на внутрішніх авіалініях країни.
29 листопада 2007 року Shanxi Airlines об'єдналася з компаніями Xinhua China Airlines і Chang'an Airlines, сформувавши нову авіакомпанію Grand China Air, що належить Hainan Airlines.

## Історія
Авіакомпанія Shanxi Airlines була утворена в 1988 році і почала операційну діяльність лише 6 липня 2001 року.
У 2009 році 92,51 % власності Shanxi Airlines було викуплено великою авіакомпанією Hainan Airlines, яка базі трьох китайських авіаперевізників створила Grand China Air.

## Флот
Станом на лютий 2006 року повітряний флот авіакомпанії Shanxi Airlines становили такі літаки:
- 3 Boeing 737-700
- 3 Boeing 737-800
- 2 Dornier 328 Jet